# Torneo UEMOA
El Torneo UEMOA, llamada también Copa de la Integración de África Occidental, es un campeonato de fútbol entre selecciones nacionales pertenecientes a la Comunidad Económica de Estados de África Occidental (UEMOA) y que tuvo su primera edición en el año 2007.
En el torneo las selecciones participantes están compuestas por jugadores de las ligas locales con el fin de promover jugadores dentro de sus ligas.

## Palmarés
| Año          | Sede            | Campeón                                                 | Final Resultado                                         | Subcampeón                                              |
| ------------ | --------------- | ------------------------------------------------------- | ------------------------------------------------------- | ------------------------------------------------------- |
| 2007 Detalle | Burkina Faso    | Costa de Marfil                                         | 2:0                                                     | Níger                                                   |
| 2008 Detalle | Malí            | Costa de Marfil                                         | 1:1 (6:5 p.)                                            | Malí                                                    |
| 2009 Detalle | Benín           | Senegal                                                 | 1:0                                                     | Níger                                                   |
| 2010 Detalle | Níger           | Níger                                                   | 1:0                                                     | Benín                                                   |
| 2011 Detalle | Senegal         | Senegal                                                 | 1:0                                                     | Malí                                                    |
| 2013 Detalle | Costa de Marfil | Burkina Faso                                            | 0:0 (9:8 p.)                                            | Benín                                                   |
| 2014         | Togo            | Torneo cancelado por la epidemia de ébola de 2014-2016. | Torneo cancelado por la epidemia de ébola de 2014-2016. | Torneo cancelado por la epidemia de ébola de 2014-2016. |
| 2016 Detalle | Togo            | Senegal                                                 | 1:0                                                     | Malí                                                    |
| 2017 Detalle | Senegal         |                                                         |                                                         |                                                         |

## Títulos por país
En cursiva, se indica el torneo en que el equipo fue local.
| Equipo          | Campeón              | Subcampeón           |
| --------------- | -------------------- | -------------------- |
| Senegal         | 3 (2009, 2011, 2016) |                      |
| Costa de Marfil | 2 (2007, 2008)       |                      |
| Níger           | 1 (2010)             | 2 (2007, 2009)       |
| Burkina Faso    | 1 (2013)             |                      |
| Malí            |                      | 3 (2008, 2011, 2016) |
| Benín           |                      | 2 (2010, 2013)       |